# NGC 3913
NGC 3913 est une petite galaxie spirale relativement rapprochée et située dans la constellation de la Grande Ourse. NGC 3913 a été découverte par l'astronome germano-britannique William Herschel en 1789. Cette galaxie a aussi été observée par l'astronome américain John Herschel le 8 mai 1890 et elle a été inscrite à l'Index Catalogue sous la cote IC 740.

## Caractéristiques
La classe de luminosité de NGC 3913 est IV et elle présente une large raie HI.

### Distance
Sa vitesse par rapport au fond diffus cosmologique est de 1 118 ± 12 km/s, ce qui correspond à une distance de Hubble de 16,5 ± 1,2 Mpc (∼53,8 millions d'al).
À ce jour, trois mesures non basées sur le décalage vers le rouge (redshift) donnent une distance de 8,297 ± 7,538 Mpc (∼27,1 millions d'al), ce qui est à l'intérieur des valeurs de la distance de Hubble. Deux des trois mesures donnent un résultat inférieur à 4,0 Mpc et la troisième est de 17,0 Mpc. Il s'agit d'un échantillon vraiment peu fiable.

### Morphologie

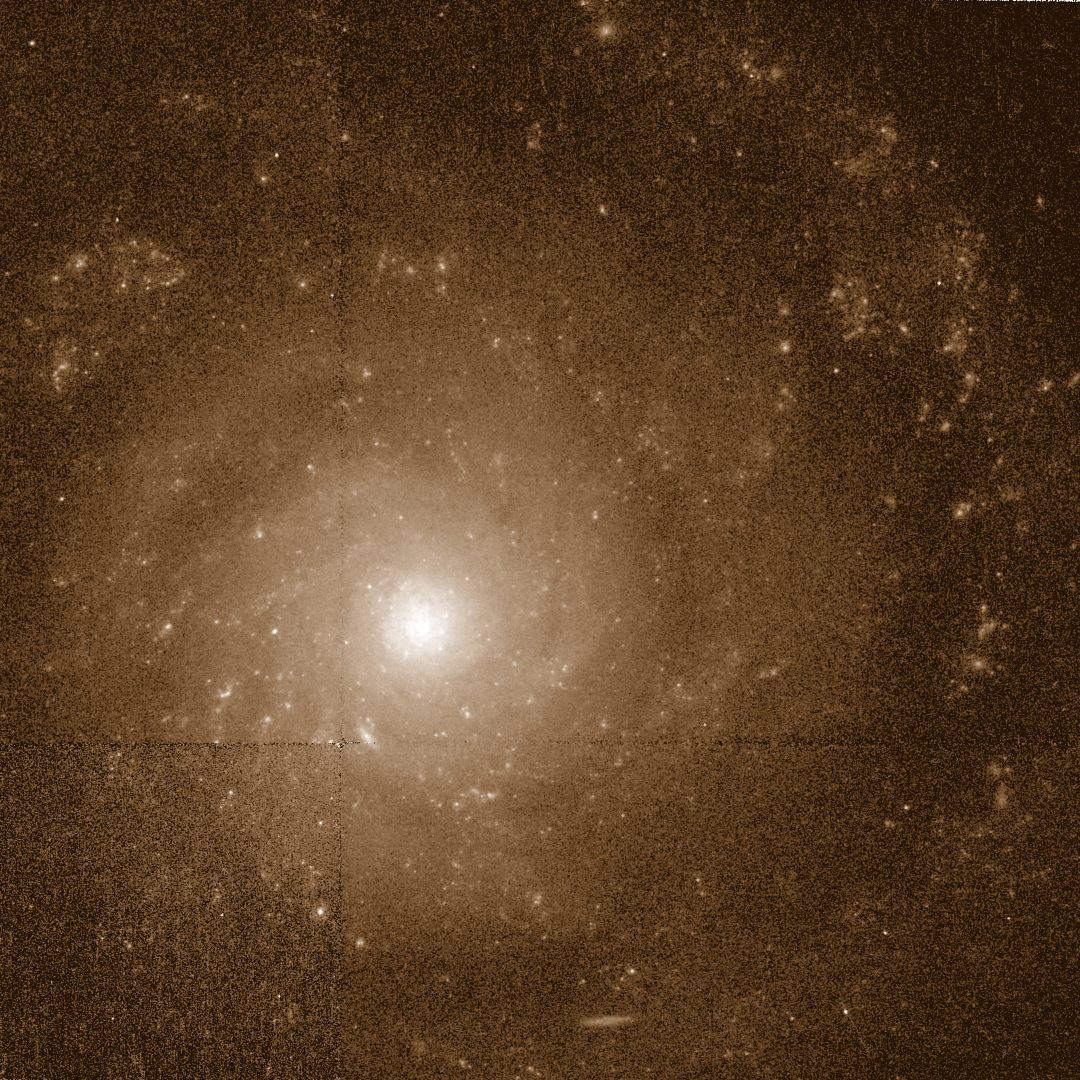
NGC 3913 par le télescope spatial Hubble.

NGC 3913 a été utilisée par Gérard de Vaucouleurs comme une galaxie de type morphologique SA(s)c dans son atlas des galaxies,.

### Brillance de surface
En raison d'une brillance de surface égale à 14,67 mag/am2, on peut qualifier NGC 3913 de galaxie à faible brillance de surface (LSB en anglais pour low surface brightness). Les galaxies LSB sont des galaxies diffuses (D) avec une brillance de surface inférieure de moins d'une magnitude à celle du ciel nocturne ambiant.

## Groupe de NGC 3631 et de M101
Selon un article de A.M. Garcia paru en 1993, NGC 3913 fait partie du groupe de NGC 3631. Ce groupe de galaxies comprend au moins 10 galaxies. Les autres galaxies du groupe sont NGC 3631, NGC 3657, NGC 3718, NGC 3729, NGC 3972, NGC 3998, UGC 6251, UGC 6446 et UGC 6816. Abraham Mahtessian mentionne aussi l'existence de ce groupe, mais il n'y figure que 5 galaxies, soit NGC 3631, NGC 3657, NGC 3718, NGC 3729 et UGC 6446 qui est notée 1123+5401 pour CGCG 1123.8+5401 dans son article.
Abraham Mahtessian place plutôt la galaxie NGC 3913 dans un groupe plus vaste qui compte plus de 80 galaxies, le groupe de M101 décrit dans un article publié en 1998. Plusieurs galaxies de la liste de Mahtessian se retrouvent également dans d'autres groupes décrits par A.M. Garcia, soit le groupe de NGC 3631, le groupe de NGC 3898, le groupe de M109 (NGC 3992), le groupe de NGC 4051, le groupe de M106 (NGC 4258) et le groupe de NGC 5457.
Plusieurs galaxies des six groupes de Garcia ne figurent pas dans la liste du groupe de M101 de Mahtessian. Il y a plus de 120 galaxies différentes dans les listes des deux auteurs. Puisque la frontière entre un amas galactique et un groupe de galaxie n'est pas clairement définie (on parle de 100 galaxies et moins pour un groupe), on pourrait qualifier le groupe de M101 d'amas galactique contenant plusieurs groupes de galaxies.

## Amas de la grande Ourse et superamas de la Vierge
Les groupes de NGC 3631 et de M101 font partie de l'amas de la Grande Ourse, l'un des amas galactiques du superamas de la Vierge.